# Casa del Tsar Pere
La Casa del Tsar Pere és un edifici històric a la localitat de Zaandam (Països Baixos). Es tracta de la casa on va viure el Tsar Pere I de Rússia l'any 1697, durant la Gran Ambaixada. Es troba conservada al museu de Zaans.